# Якання
Якання (біл. яканьне, рос. яканье) — перехід голосних [о], [е] в першому складі перед наголосом після м'яких приголосних у [а] (біл. зе́лень — зялё́ны, дзе́нь — дзянё́к).
Якання властиво більшості акаючих говорів білоруської та російської мов.
У словах іншомовного походження якання зазвичай не спостерігається: біл. зэфір, сэрвіз.
Для північно-східного діалекту білоруської мови, що включає полоцьку і вітебськ-могильовської групи говірок, характерно дисиміляційне якання (поряд з дисиміляційним аканням), у той же час як західний діалект, який об'єднує гродненсько-барановицьку і слуцько-мозирську групи говірок, характеризується не дисиміляційним (сильним) яканням та аканням.